# 76 mm M1927
Il 76 mm cannone reggimentale M1927 o (in russo: 76-мм полковая пушка обр. 1927 г.) era un cannone d'accompagnamento per la fanteria sovietico in calibro 76,2 mm. Prodotto in 18 000 esemplari dall'Armata rossa, fu un'arma costantemente presente sui campi di battaglia della seconda guerra mondiale, apprezzato dalle truppe che lo soprannominarono "Bobik".

## Storia

### Premesse
Nell'Esercito imperiale russo il cannone "reggimentale" (ovvero d'accompagnamento per la fanteria) era stato abolito nel 1800. All'inizio del XX secolo l'Amministrazione d'Artiglieria riconobbe la necessità di un cannone campale leggero, così nel 1914 le Officine Putilov produssero il cannone corto M1913, strettamente derivato dal cannone da montagna Schneider 76 mm M Mle 1909, da affiancare a livello inferiore del cannone campale "lungo" Putilov 76 mm M1902. Dopo la rivoluzione d'ottobre, all'interno dell'Armata rossa vi fu un ripensamento dottrinale ed una progressiva rivalutazione del concetto di cannone "reggimentale" per l'appoggio diretto delle fanterie direttamente sulla linea di fuoco, per il quale il M1902 risultava troppo pesante e poco maneggevole.

### Sviluppo
Nel 1924 si decise infine la reintroduzione del cannone reggimentale. Si trattava di cannoni per il tiro quasi esclusivamente diretto, destinati ad avanzare al fianco delle formazioni di fanteria per sopprimere i centri di fuoco nemici (nidi di mitragliatrici, postazioni di mortai). Nelle azioni difensive erano schierati sulla linea di fuoco, per contrastare le fanterie ed in caso di necessità anche autoblindo e carri armati. Per dimensioni e pesi ridotti, erano adatti alle operazioni anfibie ed al combattimento urbano, ma proprio a causa dello specifico impiego erano soggetti ad enormi perdite.
Per lo sviluppo dell'arma gli studi partirono dalle armi già in servizio 76 mm M1909, 76 mm M1910 ed il M1913 corto. Il progetto fu affidato al bureau del progettista Sokolov ed alla fine del 1925 era pronto. Il prototipo fu presentato all'inizio del 1926 e testato sul campo nel Distretto militare di Leningrado da gennaio a giugno 1927. In base a queste esperienze furono apportate modifiche per aumentare la velocità alla volata del proiettile, l'angolo massimo di elevazione e la velocità di traino dell'affusto. Dopo le opportune modifiche, nei primi mesi del 1928 il pezzo fu accettato dall'Armata rossa con la denominazione di 76 mm cannone reggimentale modello 1927.

### Produzione
Le officine Kirov di Leningrado iniziarono la produzione del cannone ed i primi esemplari di serie arrivarono alle unità di fanteria il 22 dicembre 1928. La produzione presso questi stabilimenti continuò fino al 1941, mentre dal 1941 al 1943 fu spostata nella Fabbrica 172. I dati di produzione fino al 1938 non sono disponibili, ma riguardarono almeno 1 634 armi (di cui 14 cannoni da addestramento). Alla fine della produzione, erano stati realizzati oltre 18 000 cannoni.
| Dati di produzione del M1927 (1938-1943) |      |      |      |      |      |
| 1938                                     | 1939 | 1940 | 1941 | 1942 | 1943 |
| 1000                                     | 1300 | 900  | 3918 | 6809 | 2555 |

### Modernizzazione
Dal 1929 al 1934, il cannone fu sottoposto a costanti modifiche. Queste avevano lo scopo di migliorare le prestazioni e semplificare la produzione industriale. Nel 1930 la canna cerchiata fu sostituita da una monoblocco e le ruote in legno furono sostituite da ruote in acciaio stampato con semipneumatici in gomma, che consentivano il traino stradale a 25 km/h. Tuttavia la sostituzione delle ruote fu completata solo nel 1934.
Le carenze principali del progetto riguardavano il ridotto settore verticale e la scarsa protezione offerta dalla scudatura. La soluzione di queste problematiche avrebbe richiesto una profonda riprogettazione o addirittura una nuova arma. Nel 1934 fu studiata la possibilità di aumentare l'angolo di elevazione a 45-50° ma ciò avrebbe richiesto la riprogettazione completa dell'affusto e del freno di sparo e venne quindi abbandonata. Nel 1936 si optò quindi per iniziare lo sviluppo di un obice-cannone reggimentale, ma anche questo fu interrotto l'anno successivo dal Maresciallo dell'Unione Sovietica Tuchačevskij. Nel 1938 un cambio ai vertici portò alla presentazione di nuove armi, che nulla ormai avevano a che fare con il M1927, da parte degli impianti Nº 7 (modelli 7-4 e 7-5) e Nº 92 (modello F-24); testati nel 1939-1940, nessuno di essi si rivelò soddisfacente.
Dopo l'inizio dell'Operazione Barbarossa divenne evidente che la capacità di penetrazione delle corazze era chiaramente insufficiente: lo spessore delle corazze frontali dei carri medi e leggeri tedeschi era infatti di almeno 30 mm, quindi oltre le capacità del pezzo anche a distanza ravvicinata. Ciò portò a nuovi studi per la modernizzazione del M1927. Le officine Kirov nel gennaio 1942 presentarono il 76 mm M1927/42, che introduceva una canna allungata di 9 calibri, modifiche alla culatta e potenziamento del sistema di rinculo. Contemporaneamente la Fabbrica Nº 92 presentava il VMS-21-11, in realtà un cannone "divisionale" ZiS-3 con canna accorciata a 20 calibri e scudo modificato. Entrambe le armi furono testate tra primavera ed estate 1942, ma non furono adottate ed alla fine del 1943 furono solo introdotti nuovi proietti anticarro a carica cava.
Nel febbraio 1943 fu adottato finalmente il nuovo cannone reggimentale 76 mm M1943 (OB-25) progettato dall'OKB-172, con canna da 76,2 mm derivata da quella del M1927 ed affusto modificato del 45 mm M1942 anticarro. La nuova arma, più leggera e con un maggiore angolo di elevazione, fu prodotta a partire dal 1943, mettendo fine alla produzione di M1927.

### Impiego operativo
L'ordinamento dell'Armata rossa prevedeva le seguenti dotazioni per le batterie reggimentali:
- reggimenti delle divisioni di fanteria: 6 cannoni per batteria fino a luglio 1941, poi 4 cannoni;
- reggimenti di cavalleria: 4 cannoni;
- reggimenti motorizzati: 4 cannoni;
- battaglione artiglieria di brigata fucilieri: una batteria con 4 cannoni.

Prima della seconda guerra mondiale, il cannone fu impiegato attivamente nella guerra di confine sovietico-giapponese (nelle battaglie di lago Khasan e di Khalkhin Gol andarono persi 14 M1927), nella guerra d'inverno (67 cannoni persi) e nella campagna di Polonia del 1939.
Nel giugno 1941, all'inizio dell'attacco tedesco, l'Armata rossa schierava 4 708 cannoni M1927. Nei primi due anni di guerra andò persa una grande quantità di cannoni, che tuttavia venivano continuamente rimpiazzati da armi di nuova produzione. Nel 1943 l'arma uscì di produzione ma continuò a costituire uno dei principali sistemi di artiglieria fino alla fine della guerra. Grazie alle sue doti di aerotrasportabilità, 457 cannoni prodotti nella Leningrado assediata alla fine del 1941 poterono essere trasportati su aeromobili nella zona di Mosca, dove fornirono un sostanziale contributo alla difesa della città.

### Altri utilizzatori

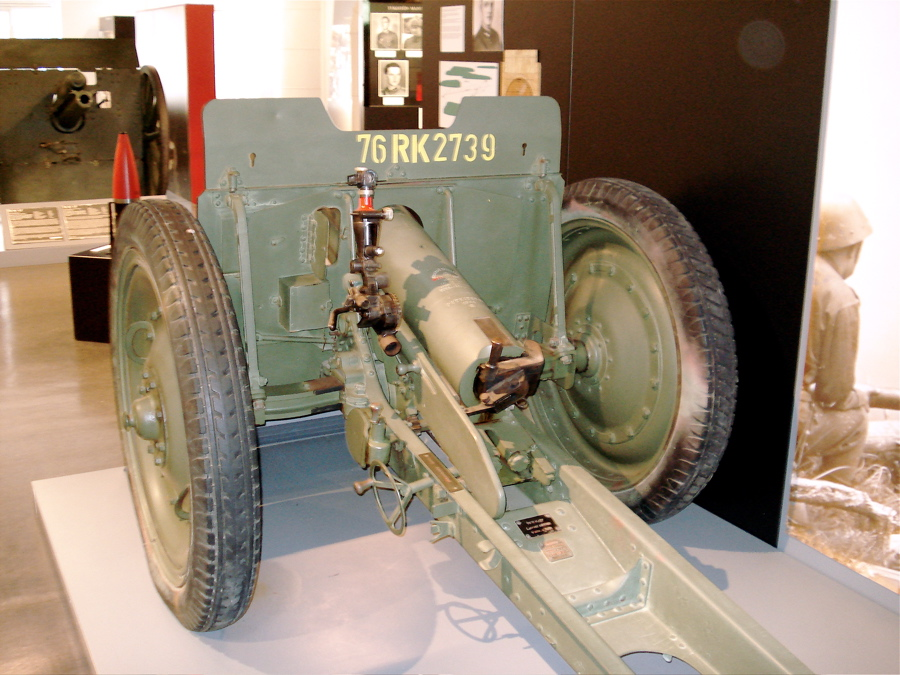
Un 76 RK/27-39 finlandese.

Cannoni di preda bellica furono utilizzati sia dai tedeschi che dai finlandesi.
La Wehrmacht nell'offensiva del 1941-1942 catturò alcune migliaia di cannoni M1927 in buone condizioni e 1 815 furono formalmente incorporati come 7,62 cm Infanteriekanonenhaubitze 290(r) (abbreviato in 7,62 IKH 290(r)). In marzo 1944 lo Heer schierava ancora 225 cannoni: 4 in Oriente, 36 nei Balcani, 173 in occidente (soprattutto in Francia) e 12 in Danimarca. Il cannone era molto apprezzato dai tedeschi, tanto che ne avviarono la produzione delle munizioni a carica cava e ad alto esplosivo e vi adattarono ottiche di mira tedesche.
L'Esercito finlandese catturò 54 cannoni reggimentali durante la guerra d'inverno ed altri 200 circa nel 1941. All'inizio del 1944 i finlandesi schieravano 235 tra 76 RK/27 e 76 RK/27-39 (modifica con ruote metalliche). Pur con i suoi limiti come arma anticarro, era apprezzata dai finlandesi, che lo mantennero in servizio fino agli anni sessanta.

## Tecnica

### Il cannone

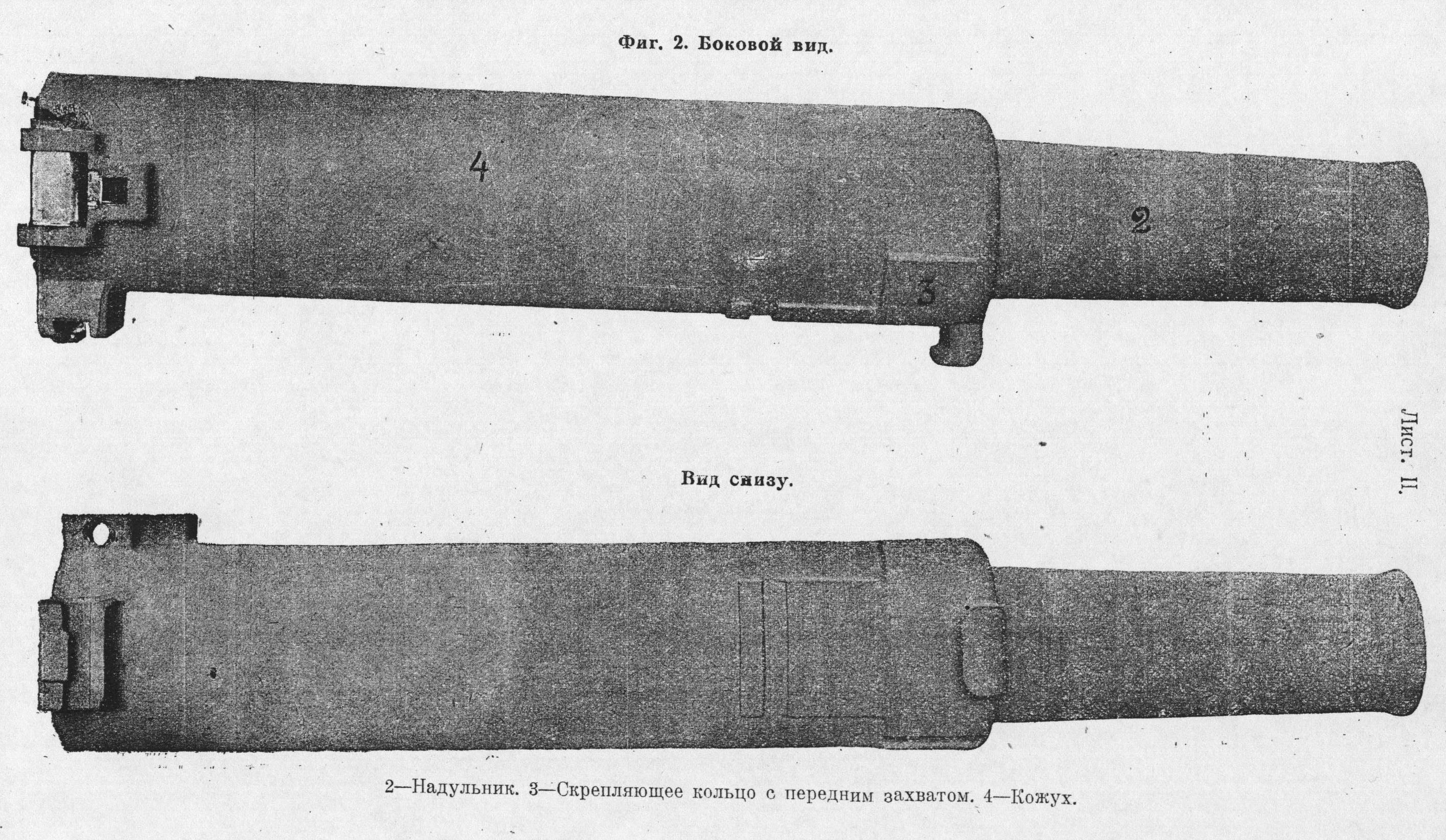
La canna.

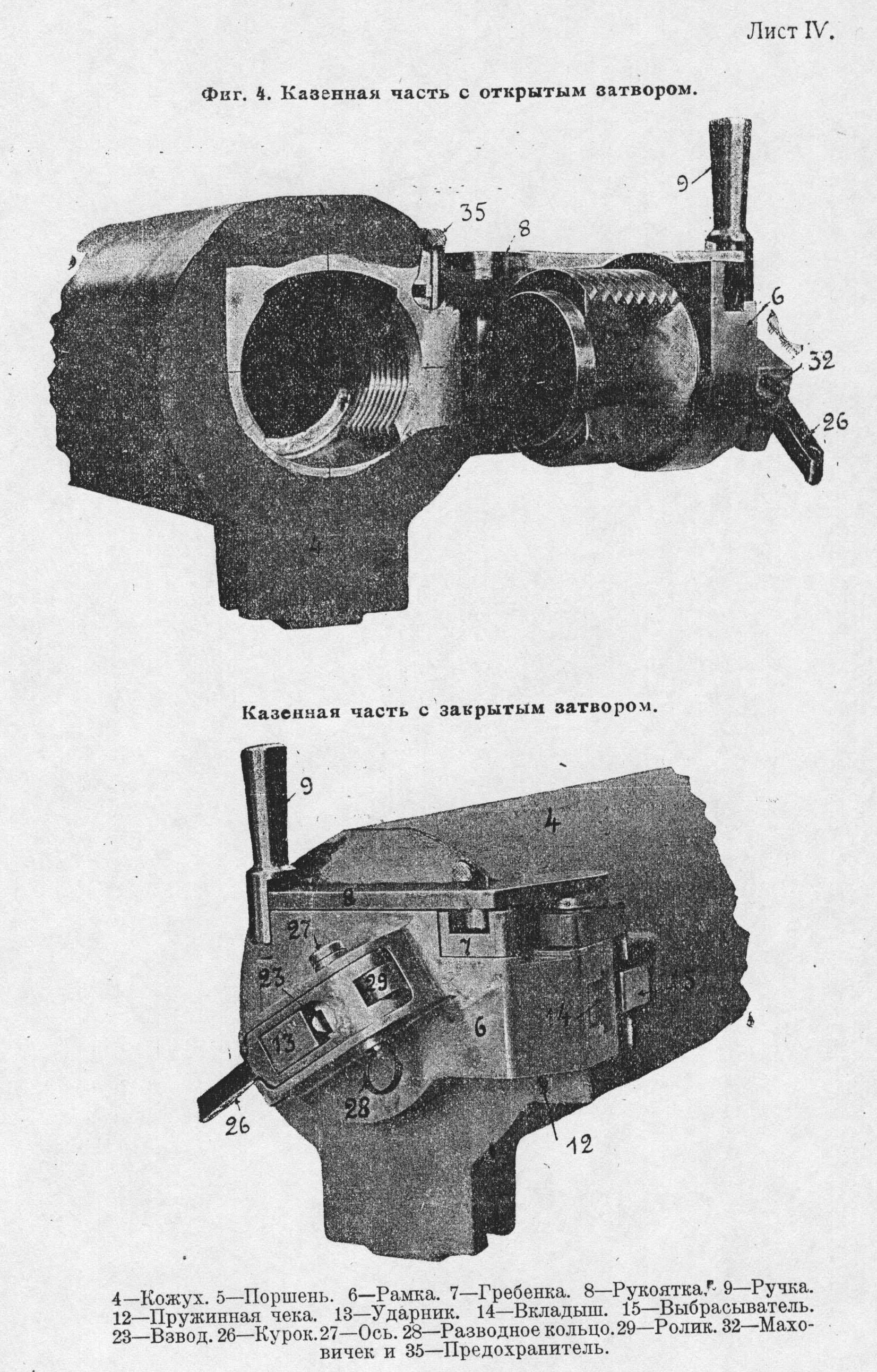
L'otturatore.

La bocca da fuoco così composta pesava in totale 227–230 kg. La canna era inizialmente cerchiata unita a caldo, poi monoblocco, con rigatura a 24 rilievi. L'otturatore a vite interrotta, con apertura a destra, comprendeva il sistema di chiusura, di sparo a percussione, espulsore e sicura.
Il sistema di rinculo era costituito da freno di sparo e recuperatore idro-pneumatici, che rinculavano insieme alla canna sulle lisce della culla. La corsa di rinculo normale era di 930 mm, quella massima di 1 030 mm.
L'affusto ruotato è basato su un telaio scatolare, a coda unica aperta centralmente per consentire il rinculo della canna agli alti angoli di tiro, poggiante su un assale ribassato centralmente per non interferire con il brandeggio. Questo veniva comandato da una vite senza fine ingranata ad un settore dentato. Il dispositivo di elevazione era costituito da due settori dentati.
L'assale era ammortizzato da 4 molle cilindriche. Le prime ruote erano a raggi in legno e battistrada in acciaio gommato e consentivano una velocità di traino di 15 km/h; dal 1930 furono progressivamente sostituite con ruote in metallo stampato CMP-76-27, trainabili a 25 km/h.
La scudatura, pesante 54 kg, era divisa in tre sezioni: alla sezione principale fissata all'affusto erano incernierate due sezioni, una superiore ed una inferiore. La sezione centrale era dotata di finestra di puntamento con portello blindato. La blindatura era spessa dai 3,5 ai 4 mm.

### Avantreno e cassone
Per il traino animale il cannone poteva essere agganciato a tre tipi di avantreni. Il M1930 aveva ruote in legno con ammortizzatori a molla elicoidali. Il M1938 era dotato di balestre e ruote in legno o megalliche CMP-76-27. Infine il M1942 era dotato solo di ruote metalliche. Ciascun avantreno trasportava casse da 4 colpi. Il peso a vuoto si attestava sul 344 kg, che diventavano 850 a pieno carico.
I cassoni erano del tipo M1930 e M1938, con ruote ed ammortizzatori uguali ai rispettivi avantreni. Erano dotati di un vano di trasporto anteriore ed uno posteriore: l'anteriore conteneva 6 cassette da 4 colpi, mentre il posteriore 8 cassette. Tra cassone ed avantreno, ogni pezzo disponeva di 80 munizioni di pronto impiego.
Il traino animale richiedeva due pariglie di cavalli. Il pezzo era adatto anche al traino meccanico con il trattore d'artiglieria T-20 Komsomolec o con autocarri medi.
La squadra addetta era formata da 7 soldati: capopezzo, puntatore, caricatore e quattro serventi.

## Munizionamento
Il cannone M1927 impiegava munizioni unitarie a cartoccio proietto. Al fine di unificare il munizionamento con quello del cannone divisionale, la lunghezza del cartoccio era la medesima. Tuttavia, poiché il sistema di rinculo del M1927 non era progettato per l'uso dei potenti colpi del pezzo divisionale, furono adottati degli accorgimenti per evitare il caricamento accidentale di queste ultime munizioni: il diametro del collarino del bossolo (e della camera di scoppio di conseguenza) era ridotto e quindi la munizione divisionale non poteva essere camerata. Viceversa, le munizioni reggimentali erano impiegabili anche sul M1902 divisionali.
Il bossolo in ottone pesava 1,55 kg, mentre quello in acciaio 1,41 kg. La carica propellente era composta da 0,455 di polvere. Teoricamente il cannone poteva sparare tutta la gamma di munizioni del cannone divisionale, ma in pratica alcuni tipi non furono mai usati; in particolare non erano disponibili i proietto perforante decalibrato ad abbandono di sabot, in quanto inefficace alla bassa velocità iniziale dell'arma. Nel tiro anticarro era quindi utilizzata la munizione a carica cava.

## Varianti

### Cannone per carri

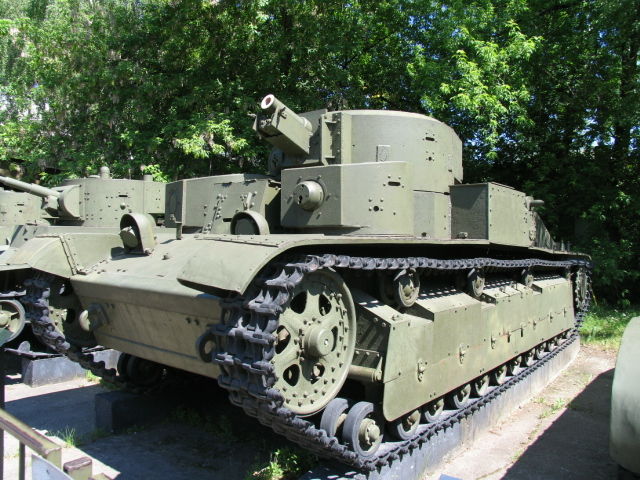
Il T-28, armato con un cannone CT.

Nel 1931, l'URSS avviò la progettazione del carro armato medio T-28 e del carro armato pesante T-35, entrambi equipaggiati con cannoni da 76 mm. Inizialmente l'arma doveva essere il cannone semiautomatico SP-3, accettato dall'Armata rossa come M1933; poiché il suo sviluppo e l'industrializzazione richiedevano tempi lunghi, la soluzione ideale sembrò quella di adattare l'M1927. La versione dedicata per installazione su carro venne presentata nel 1932 ed accettata come 76 mm cannone per carro M1927/32 o anche KT. Questa versione differiva per la corsa di rinculo ridotta a 500 mm e aumento del volume del recuperatore, irrobustimento della slitta e nuovo meccanismo di elevazione.
Il cannone avrebbe dovuto armare i T-28 fino all'inizio della produzione di massa del SP-3, ma il progetto del nuovo cannone venne infine abbandonato ed il M1927/32 divenne l'armamento definitivo anche di T-35, BT-7A, T-26-4 e alcuni treni blindati.

### Cannone per semoventi
Una variante del M1927 su affusto a piedistallo scudato equipaggiò, dal 1933, l'autocannone SU-12.
Nel mese di agosto 1941 l'Impianto "Kirov" di Leningrado sviluppò il semovente SU-26, basato sullo scafo del T-26. Nel processo di conversione veniva smontata la torretta, il vano di combattimento veniva aperto ed al centro di questo veniva installato su piattaforma il cannone, con un'alta scudatura aperta posteriormente.